# Winston Fernando
Julian Winston Sebastian Fernando (ur. 16 stycznia 1945 w Moratuwa) – lankijski duchowny rzymskokatolicki, w latach 1997-2023 biskup Badulla.
30 stycznia 2023 papież Franciszek przyjął jego rezygnację z urzędu biskupa diecezjalnego.